# هيدروكسي كلوروكوين
هيدروكسي كلوروكين (الاسم العلمي: Hydroxychloroquine) والذي يباع تحت اسم العلامة التجارية بلاكينيل وأسماء أخرى، هو دواءٌ يستخدم للوقاية والعلاج من أنواع معينة من الملاريا. يتم استخدامه على وجه التحديد للملاريا الحساسة للكلوروكين. وتشمل الاستخدامات الأخرى علاج التهاب المفاصل الروماتويدي والذئبة الحمامية والبرفيرية الجلدية الآجلة. ويؤخذ عن طريق الفم. كما يتم استخدامه كعلاج تجريبي لمرض فيروس كورونا 2019 (COVID-19).
تشمل الآثار الجانبية الشائعة القيء والصداع والتغيرات في الرؤية وضعف العضلات. قد تشمل الآثار الجانبية الشديدة ردود فعل تحسسية. على الرغم من أنه لا يمكن استبعاد جميع المخاطر، إلا أنه يظل علاجًا لأمراض الروماتزم أثناء الحمل. يعد هيدروكسي كلوروكين جزءا من عائلات الأدوية المضادة للملاريا و 4-aminoquinoline.
تمت الموافقة على هيدروكسي كلوروكين للاستخدام الطبي في الولايات المتحدة في عام 1955. وهو مدرج في قائمة الأدوية الأساسية النموذجية لمنظمة الصحة العالمية، وهي الأدوية الأكثر أمانًا والأكثر فعالية اللازمة في نظام الرعاية الصحية. تبلغ تكلفة البيع بالجملة في العالم النامي حوالي 4٫65 دولار أمريكي شهريًا اعتبارًا من 2015، عند استخدامه لالتهاب المفاصل الروماتويدي أو الذئبة. بينما في الولايات المتحدة، تبلغ تكلفة البيع بالجملة لشهر العلاج حوالي 25 دولار أمريكي اعتبارًا من 2020. في المملكة المتحدة، تكلف هذه الجرعة هيئة الخدمات الصحة الوطنية حوالي 5.15 جنيه إسترليني. في عام 2017، كان هيدروكسي كلوروكين الدواء رقم 128 الأكثر وصفًا في الولايات المتحدة بأكثر من خمسة ملايين وصفة طبية.

## الاستعمالات
من بين الاستعمالات المقرة وغير المقرة:
- الملاريا
- أمراض جلدية مثل:
  - البرفرية الجلدية الآجلة
  - الذئبة الحمامية
- أمراض الرثية مثل:
  - التهاب المفاصل التي لداء لايم[13]
  - التهاب المفاصل الروماتويدي
  - متلازمة شوغرن[14]

في عام 2014، تم التشكيك في فعاليته في علاج متلازمة شوغرن في دراسة شملت 120 مريضًا على مدى 48 أسبوعًا.
يستخدم هيدروكسي كلوروكين على نطاق واسع في علاج التهاب المفاصل الناتج عن داء لايم. قد يكون له نشاط مضاد للبكتيريا الملتوية ونشاط مضاد للالتهابات، على غرار علاج التهاب المفاصل الروماتويدي.
حركية الدواء : يمتص جيدا من الاقراص وتصل نسبة الوافر الحيوى 70 % . وله قدرة عالية جدا على الانتشار والوصول للانسة . وله خاصية عجيبة وهي التركم في الاندوزوم داخل خلايا الرئة وغيرها . وهناك يتاين داخل الخلية فلا يساطيع الخروج ويكون تركيزه مئات الاضعاف تركيزه في الدم . وهذه العملية تحتاج بعض الوقت قد يصل إلى ثلاث اايام . لذا فان سر نجاح العلاج هي في استخدامه في الوقت الصحيح تحت اشراف طبى . مبكرا جدا بعد معرفة الإصابة أو للوقاية للاشخاص المعرضين للعدوى بحكم عملهم أو لخطورة المرض عليهم .
صحيح ان الدواء له اثار جانبية معروفة وملايين من المرضى يستخدمونه ويندر جدا ان يسبب الوفاة أو تشوه الاجنة . لكن الذي يحدث في مرض كوفيد في المراحل المتاخرة يكون القلب معرض للاثار الجانبية بشكل كبير . واستخدامه في هذه المراحل يعد استخداما خاطئا عند المتخصصين في علم الادوية

## موانع الاستعمال
لا ينبغي وصف هيدروكسي كلوروكوين للأفراد الذين لديهم حساسية معروفة لمركبات 4-أمينوكينولين. توجد مجموعة من موانع الاستعمال الأخرى، ويلزم توخي الحذر إذا كان المرضى يعانون من بعض أمراض القلب والسكري والصدفية وما إلى ذلك.

## آثار جانبية
الآثار الضارة الأكثر شيوعًا هي الغثيان الخفيف وتقلصات المعدة العرضية مع الإسهال الخفيف. تؤثر الآثار الضارة الأكثر خطورة على العين، حيث قد يسبب اعتلال الشبكية المرتبط بالجرعة حتى بعد التوقف عن استخدام هيدروكسي كلوروكوين. لعلاج الملاريا الحادة على المدى القصير، يمكن أن تشمل الآثار السلبية تقلصات البطن والإسهال ومشاكل في القلب وانخفاض الشهية والصداع والغثيان والقيء.
لعلاج الذئبة أو التهاب المفاصل الروماتويدي طويل المدى، تشمل الآثار السلبية أعراض حادة، بالإضافة إلى تغير تصبغ العين، حب الشباب، فقر الدم، تبييض الشعر، بثور في الفم والعينين، اضطرابات الدم، التشنجات، صعوبات الرؤية، تناقص ردود الفعل، التغيرات العاطفية، فرط تصبغ الجلد، فقدان السمع، الشرى، الحكة، مشاكل الكبد أو فشل الكبد، تساقط الشعر، شلل العضلات، الضعف أو الضمور العضلي، الكوابيس، الصدفية، صعوبات القراءة، الطنين، التهاب الجلد والقشور، طفح جلدي، دوار، فقدان الوزن، والتبول اللاإرادي في بعض الأحيان. يمكن أن يزيد هيدروكسي كلوروكين من سوء حالة كل من الصدفية والبرفيريا.
قد يكون الأطفال عرضة بشكل خاص للآثار الضارة لهيدروكسي كلوروكوين.

### العيون
يعد اعتلال الشبكية (بسبب الاستخدام طويل المدى بشكل عام) من أخطر الآثار الجانبية. يواجه من يأخذون 400 مجم من مركب هيدروكسي كلوروكين أو أقل يوميًا خطر ضئيل للتسمم البقعي، بينما يبدأ الخطر في الارتفاع عندما يأخذ الشخص الدواء على مدى 5 سنوات أو يأخذ جرعة تراكمية تزيد عن 1000 جرام. يمكن حساب الجرعة القصوى الآمنة اليومية للعين من طول الشخص ووزنه باستخدام هذه الآلة الحاسبة. يمكن أيضًا حساب الجرعات التراكمية من هذه الآلة الحاسبة. ترتبط السمية البقعية بالجرعة التراكمية الإجمالية أكثر من الجرعة اليومية. يوصى بإجراء فحص للعين بانتظام، حتى في حالة عدم وجود أعراض بصرية.

## الأسماء التجارية
من أبرز الأسماء التجارية:
- Plaquenil
- Dolquine
- Quensyl

## كوفيد-19

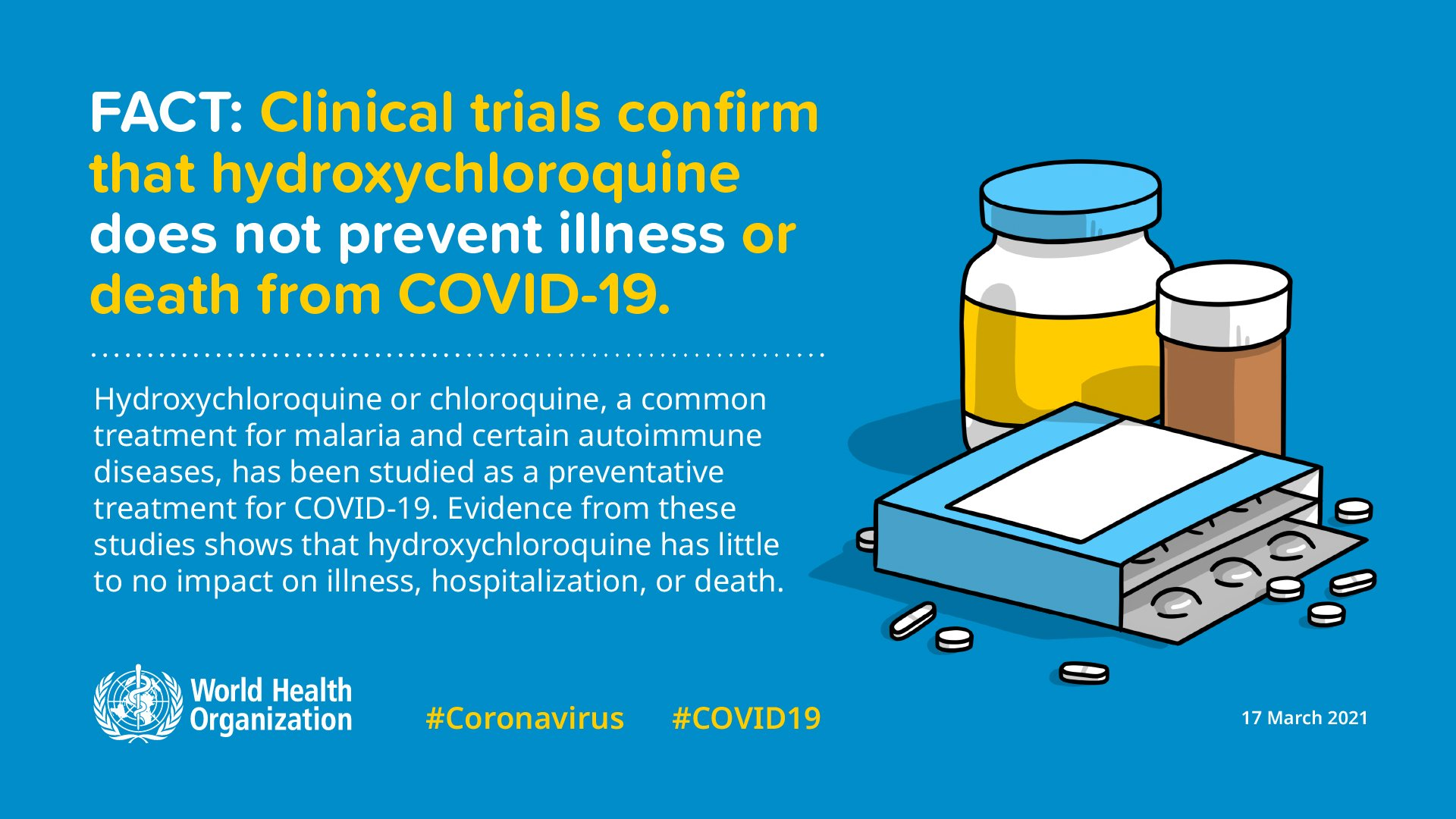
رسمٌ معلوماتي باللغة الإنجليزية لمنظمة الصحة العالمية يُوضح أنَّ هيدروكسي كلوروكين لا يمنع المرض أو الوفاة من كوفيد-19.

الكلوروكين والهيدروكسي كلوروكين من الأدوية المضادة للملاريا، وتستخدم هذه الأدوية أيضًا لعلاج بعض أمراض المناعة الذاتية. كان الكلوروكين وهيدروكسي الكلوروكين من العلاجات التجريبية الفاشلة في وقتٍ مبكر من جائحة كوفيد-19، لكن لم تثبت فعاليتها في الوقاية من الإصابة بفيروس كورونا المستجد.
استخدمت العديد من البلدان في بداية الجائحة الكلوروكين أو الهيدروكسي كلوروكين لعلاج المرضى الذين أدخلوا المستشفيات بعد إصابتهم بكوفيد-19، رغم عدم الموافقة على الدواء رسميًا خلال التجارب السريرية. حصل الدواء على ترخيص طارئ للاستخدام في الولايات المتحدة من أبريل إلى يونيو 2020. استخدم الدواء أيضًا في العديد من دول العالم دون الحصول على ترخيص. نشرت إدارة الغذاء والدواء الأمريكية في 24 أبريل 2020 تحذيرًا من استخدام الكلوروكين خارج المستشفيات أو التجارب السريرية بسبب تقارير عن حدوث اضطرابات قلبية خطيرة عند استخدامه.
ألغي استخدام الكلوروكين كعلاج محتمل لكوفيد-19 عندما ثبت أنه لا يفيد المرضى الذين أدخلوا إلى المستشفيات من خلال تجربة ريكفري البريطانية. ألغت إدارة الغذاء والدواء الأمريكية في 15 يونيو ترخيصها للاستخدام الطارئ للكلوروكين، مشيرة إلى أنه لم يعد من المقبول تصديق أن الدواء كان فعالًا ضد كوفيد-19 أو أنَّ فوائده تفوق المخاطر المحتملة، وفي خريف عام 2020 أصدرت المعاهد الوطنية للصحة العامة في الولايات المتحدة توصيات علاجية توصي بعدم استخدام هيدروكسي كلوروكين لعلاج كوفيد-19 إلا ضمن التجارب السريرية.